# ルイジアナ州の雪

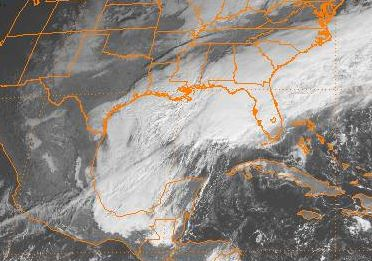
2004年クリスマスの州南東部における雪

ルイジアナ州の雪（ルイジアナしゅうのゆき）は、亜熱帯気候に属する南部においては稀であり、ゆえに深刻な問題をもたらしうる。ルイジアナ州南部に雪が降るためには、通常は低気圧が存在しかつ、気温が異常に下がるという、その地域にとっては極端な気象条件が揃わなければならない 。ルイジアナ州の年降雪量の平均は約5ミリメートルであり、これより年降雪量の平均が少ない州はフロリダ州とハワイ州のみである。このような寒冷な気象条件になる頻度は低いため、ルイジアナ州南部は、雪で滑りやすい路面と、凍えるような寒さに対して無防備になりがちである。

## 特筆すべき降雪

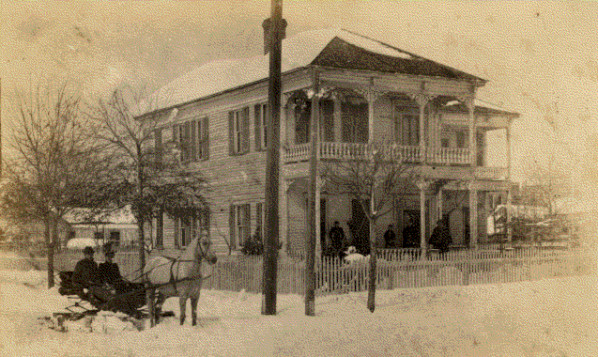
1895年のレイクチャールズ

1895年:テキサス州からアラバマ州にまで及んだ暴風雪の影響で、積雪量がニューオーリンズで約21センチメートル、レイクチャールズで56センチメートル、レインで61センチメートルに達したが、これらの記録はは未公認である。
1899年:1899年の大ブリザードにより、ニューオーリンズでの降雪量は9.7センチメートルに達し、暴風が吹き、気温は-12 ℃を下回った。
2004年:2004年クリスマスイブの暴風雪がテキサス州南部とルイジアナ州を襲い、15年ぶりから120年ぶりの量の降雪がもたらされた。
2014年:アメリカ合衆国東部を襲った2014年1-4月の北アメリカの寒波に伴い、記録的低温と雪、霙がルイジアナ州にもたらされた。

## 州内での備え
ルイジアナ州で凍えるような寒さになることは稀であることから、州内の多くの人々はより北の州の人々と比べ、暴風雪によりどのような結果がもたらされるか判断する準備ができなくなりがちである。州内のほとんどの人は凍った滑りやすい道路の上を運転するのに慣れていないため、州はわずかな降雪でも学校や道路が閉鎖される仕組みの下で発展してきた。しかし、異常な低温や大雪の場合、ルイジアナ州政府はルイジアナ州国土安全保障・緊急支援・災害法R.S. 29:721に基づき、緊急事態宣言を発令することができる。2014年に、州知事のボビー・ジンダルは、この処置を、天候が悪化する前に、対策・復旧の支援のためのチームが組織されるのに先立って行った。

## 雪が降りにくい理由
ルイジアナ州はおおむね温暖湿潤気候であるために、凍えるような寒さのときの降水は滅多にない。メキシコ湾によって、特に沿岸部でこの気候は維持される。通常、夏は極めて暑いが、これのしっぺ返しが冬に来ることが珍しいため、降雪が稀で弱いものとなる。また、州南部の典型的な季節は4月から10月までの雨季と11月から3月までの乾季の2つであり、涼しい季節の降水量が通常極めて少ないことも、降雪が限定的なものになる要因である。ルイジアナ州南部での冬の平均気温の平年値は、5 ℃から20 ℃の間である。自然災害ではハリケーンなどのほうがはるかに一般的であるため、特にルイジアナ州の主要な収益源となっている魚介類において、生態系でも雪への備えは不十分である。雪の状態のルイジアナ州の生態系への影響についての直接的のな調査はほとんど行われていないが、2014年の寒波の原因となったジェット気流は地球温暖化と関係しており、結果として生じる寒冷前線はルイジアナ州のアトチャフラヤ沼への海水の進入とも関係している。しかし、ルイジアナ州で最も有名な動物の一種であるアリゲーターは、通常旱魃が終わるのを待つのに使われる「アリゲーター穴」に潜ることによって寒冷な気象条件に万能に適応していることが証明された。フィンランドとスウェーデンの共同研究では、雪による汚染物質の排出の増加により、潜在的な問題が発生することが示唆された。しかし、ルイジアナ州における資源・資金不足のため、州内において雪がもたらす汚染の程度は不明である。